# Campanha de Helder Barbalho ao governo do Pará em 2018
A campanha de Helder Barbalho ao governo do Pará em 2018, foi oficializada em 4 de agosto de 2018, durante a convenção estadual do partido MDB. Na mesma data, foi oficializado o nome de Lúcio Vale (PR) como postulante a vice-governador na chapa de Barbalho. O evento ocorreu no Ginásio do Sesi, localizado na avenida Almirante Barroso, em Belém.
A campanha de Barbalho envolveu a coligação de mais quinze partidos, intitulada "O Pará daqui pra frente": PR, PP, PSD, PRB, PTB, PODE, PROS, PSC, PSL, PATRI, AVANTE, PHS, DC, PMB e PTC.

## Programa
Helder Barbalho lançou no dia 21 de agosto, o Plano de Governo de sua candidatura, sendo este baseado em quatro diretrizes, apresentando os principais pontos do programa de governo para os próximos 4 anos. A primeira diretriz, denominada “Sociedade de Direitos”, vem a integrar as áreas de educação, juventude, cultura, saúde e segurança. A segunda diretriz é intitulada “Crescimento Inteligente”, que abrange a infraestrutura, o desenvolvimento econômico, desenvolvimento social e a qualidade de vida. A terceira diretriz tem como nome o “Trabalho com responsabilidade”, e atende o equilíbrio fiscal, e a quarta chamada de “Gestão Pública Presente”, trabalha a modernização institucional.
No lançamento do programa de governo, Helder ressaltou a ideia da presença do poder público em todo o Estado, a qual fora utilizada em sua campanha sob o mote de "Governo Presente". De acordo com o candidato, "Precisamos estar presente e cuidando de todos os paraenses. Nosso Plano de Governo não é apenas para uma formalidade à Justiça Eleitoral, mas sim, um documento que será apresentado para a sociedade paraense com nosso compromisso daquilo que queremos para o Estado do Pará nos próximos quatro anos. Hoje foi um dia histórico e fundamental para o nosso estado".

## Candidatos
| Candidatos da Coligação "Presente, Cuidando da Gente" em 2018 |                                        |
| Helder Barbalho                                               | Lúcio Vale                             |
| Para governador                                               | Para vice-governador                   |
|                                                               |                                        |
| Ministro da Integração Nacional (2016–2018)                   | Deputado federal pelo Pará (2007–2019) |
| MDB                                                           | PR                                     |
| [ 5 ]                                                         |                                        |

## Resultado da eleição

### Eleições estaduais
| Ano de eleição | Candidato       | Primeiro turno      | Primeiro turno      | Segundo turno       | Segundo turno       |
| Ano de eleição | Candidato       | # do total de votos | % do total de votos | # do total de votos | % do total de votos |
| -------------- | --------------- | ------------------- | ------------------- | ------------------- | ------------------- |
| 2018           | Helder Barbalho | 1.825.708           | 47,69%              | 2.068.319           | 55,43%              |